# Sindaci di Ragusa
Di seguito l'elenco cronologico dei sindaci di Ragusa e delle altre figure apicali equivalenti che si sono succedute nel corso della storia.

## Regno d'Italia (1926-1946)
- Salvatore Spadola (PNF) 23 dicembre 1926 - 8 settembre 1928
- Diodato Mangieri (commissario prefettizio) 8 settembre 1928 - 11 marzo 1929
- Giorgio Sortino (PNF) 11 marzo 1929 - 24 settembre 1932
- Diodato Mangieri (commissario prefettizio) 24 settembre 1932 - 22 giugno 1933
- Stanislao Boscarino (PNF) 22 giugno 1933 - 13 marzo 1934
- Eugenio Arezzo (PNF) 13 marzo 1934 - 19 maggio 1938
- Riccardo Di Furia (commissario prefettizio) 19 maggio 1938 - 11 novembre 1938
- Luigi Lupis (PNF) 11 novembre 1938 - 29 luglio 1943
- Vittorio La Rocca 29 luglio 1943 - 18 dicembre 1943
- Edoardo Rotigliano (commissario prefettizio) 18 dicembre 1943 - 29 gennaio 1944
- Paolo Sortino 29 gennaio 1944 - 24 luglio 1944
- Paolo Rizza 24 luglio 1944 - 19 dicembre 1944
- Giuseppe Cappellani (commissario prefettizio) 19 dicembre 1944 - 27 gennaio 1945
- Giuseppe Arezzi 27 gennaio 1945 - 1946

## Repubblica Italiana (dal 1946)
| Sindaci eletti dal Consiglio comunale (1946-1994)    | Sindaci eletti dal Consiglio comunale (1946-1994) | Sindaci eletti dal Consiglio comunale (1946-1994) | Sindaci eletti dal Consiglio comunale (1946-1994) | Sindaci eletti dal Consiglio comunale (1946-1994) | Sindaci eletti dal Consiglio comunale (1946-1994) | Sindaci eletti dal Consiglio comunale (1946-1994) | Sindaci eletti dal Consiglio comunale (1946-1994) | Sindaci eletti dal Consiglio comunale (1946-1994) |
| Nominativo                                           | Nominativo                                        | Partito                                           | Partito                                           | Partito                                           | Partito                                           | Mandato                                           | Mandato                                           | Elezione                                          |
| Nominativo                                           | Nominativo                                        | Partito                                           | Partito                                           | Partito                                           | Partito                                           | Inizio                                            | Fine                                              | Elezione                                          |
| ---------------------------------------------------- | ------------------------------------------------- | ------------------------------------------------- | ------------------------------------------------- | ------------------------------------------------- | ------------------------------------------------- | ------------------------------------------------- | ------------------------------------------------- | ------------------------------------------------- |
|                                                      | Giuseppe Arezzi                                   | ?                                                 | ?                                                 | ?                                                 | ?                                                 | 1946                                              | 16 giugno 1952                                    | Elezione 1946                                     |
|                                                      | Salvatore Di Giacomo                              |                                                   | Democrazia Cristiana                              | Democrazia Cristiana                              | Democrazia Cristiana                              | 16 giugno 1952                                    | 16 giugno 1956                                    | Elezione 1952                                     |
|                                                      | Carmelo Pisana                                    |                                                   | Democrazia Cristiana                              | Democrazia Cristiana                              | Democrazia Cristiana                              | 16 giugno 1956                                    | 1960                                              | Elezione 1956                                     |
| 1960                                                 | Carmelo Pisana                                    | 1964                                              | Democrazia Cristiana                              | Democrazia Cristiana                              | Democrazia Cristiana                              | Elezione 1960                                     |                                                   |                                                   |
| 1964                                                 | Carmelo Pisana                                    | 14 settembre 1970                                 | Democrazia Cristiana                              | Democrazia Cristiana                              | Democrazia Cristiana                              | Elezione 1964                                     |                                                   |                                                   |
|                                                      | Giuseppe Di Natale                                |                                                   | Democrazia Cristiana                              | Democrazia Cristiana                              | Democrazia Cristiana                              | 14 settembre 1970                                 | 24 settembre 1974                                 | Elezione 1970                                     |
|                                                      | Giovanni Minardi                                  |                                                   | Democrazia Cristiana                              | Democrazia Cristiana                              | Democrazia Cristiana                              | 24 settembre 1974                                 | 1975                                              | Elezione 1970                                     |
| 1975                                                 | Giovanni Minardi                                  | 1980                                              | Democrazia Cristiana                              | Democrazia Cristiana                              | Democrazia Cristiana                              | Elezione 1975                                     |                                                   |                                                   |
| 1980                                                 | Giovanni Minardi                                  | 2 marzo 1981                                      | Democrazia Cristiana                              | Democrazia Cristiana                              | Democrazia Cristiana                              | Elezione 1980                                     |                                                   |                                                   |
|                                                      | Sebastiano Tumino                                 |                                                   | Democrazia Cristiana                              | Democrazia Cristiana                              | Democrazia Cristiana                              | Elezione 1980                                     | 2 marzo 1981                                      | 18 maggio 1983                                    |
|                                                      | Angelo Schembri                                   |                                                   | Partito Liberale Italiano                         | Partito Liberale Italiano                         | Partito Liberale Italiano                         | Elezione 1980                                     | 18 maggio 1983                                    | 1º agosto 1983                                    |
|                                                      | Sebastiano Tumino                                 |                                                   | Democrazia Cristiana                              | Democrazia Cristiana                              | Democrazia Cristiana                              | Elezione 1980                                     | 1º agosto 1983                                    | 16 maggio 1984                                    |
|                                                      | Antonino Pianelli (Commissario straordinario)     | –                                                 | –                                                 | –                                                 | –                                                 | 16 maggio 1984                                    | 6 ottobre 1984                                    | –                                                 |
|                                                      | Giancarlo Manenti (Commissario straordinario)     | –                                                 | –                                                 | –                                                 | –                                                 | 6 ottobre 1984                                    | 2 marzo 1985                                      | –                                                 |
|                                                      | Franco Antoci                                     |                                                   | Democrazia Cristiana                              | Democrazia Cristiana                              | Democrazia Cristiana                              | 2 marzo 1985                                      | 26 giugno 1987                                    | Elezione 1984                                     |
|                                                      | Raffaele Rizzone                                  |                                                   | Democrazia Cristiana                              | Democrazia Cristiana                              | Democrazia Cristiana                              | 26 giugno 1987                                    | 5 dicembre 1987                                   | Elezione 1984                                     |
|                                                      | Lorenzo Migliore                                  |                                                   | Partito Socialista Italiano                       | Partito Socialista Italiano                       | Partito Socialista Italiano                       | 5 dicembre 1987                                   | 3 ottobre 1988                                    | Elezione 1984                                     |
|                                                      | Franco Antoci                                     |                                                   | Democrazia Cristiana                              | Democrazia Cristiana                              | Democrazia Cristiana                              | 3 ottobre 1988                                    | 28 giugno 1990                                    | Elezione 1984                                     |
| 5 luglio 1990                                        | Franco Antoci                                     | 5 novembre 1991                                   | Democrazia Cristiana                              | Democrazia Cristiana                              | Democrazia Cristiana                              | Elezione 1990                                     |                                                   |                                                   |
|                                                      | Corrado Roccaro                                   |                                                   | Democrazia Cristiana                              | Democrazia Cristiana                              | Democrazia Cristiana                              | Elezione 1990                                     | 9 dicembre 1991                                   | 5 ottobre 1992                                    |
|                                                      | Giorgio Massari                                   |                                                   | Democrazia Cristiana                              | Democrazia Cristiana                              | Democrazia Cristiana                              | Elezione 1990                                     | 5 ottobre 1992                                    | 20 febbraio 1994                                  |
|                                                      | Antonino Pennisi (Commissario straordinario)      | –                                                 | –                                                 | –                                                 | –                                                 | 20 febbraio 1994                                  | 5 luglio 1994                                     | –                                                 |
| Sindaci eletti direttamente dai cittadini (dal 1994) |                                                   |                                                   |                                                   |                                                   |                                                   |                                                   |                                                   |                                                   |
| Nominativo                                           | Nominativo                                        | Partito                                           | Partito                                           | Coalizione                                        | Coalizione                                        | Mandato                                           | Mandato                                           | Elezione                                          |
| Nominativo                                           | Nominativo                                        | Partito                                           | Partito                                           | Coalizione                                        | Coalizione                                        | Inizio                                            | Fine                                              | Elezione                                          |
|                                                      | Giorgio Chessari                                  |                                                   | Partito Democratico della Sinistra                |                                                   | PPI-PDS-La Rete-PS                                | 26 giugno 1994                                    | 10 giugno 1998                                    | Elezione 1994                                     |
|                                                      | Domenico Arezzo                                   |                                                   | Alleanza Nazionale                                |                                                   | FI-AN-CCD                                         | 10 giugno 1998                                    | 9 giugno 2003                                     | Elezione 1998                                     |
|                                                      | Antonino Solarino                                 |                                                   | Democrazia è Libertà - La Margherita              |                                                   | DS-DL-SDI-PRC                                     | 9 giugno 2003                                     | 18 novembre 2005                                  | Elezione 2003                                     |
|                                                      | Ernesto Bianca (Commissario straordinario)        | –                                                 | –                                                 | –                                                 | –                                                 | 18 novembre 2005                                  | 26 giugno 2006                                    | –                                                 |
|                                                      | Nello Dipasquale                                  |                                                   | Forza Italia poi Il Popolo della Libertà          |                                                   | FI-AN-UDC                                         | 26 giugno 2006                                    | 29 maggio 2011                                    | Elezione 2006                                     |
|                                                      | Nello Dipasquale                                  | PdL-PID-UdC                                       | Forza Italia poi Il Popolo della Libertà          | 29 maggio 2011                                    | 30 agosto 2012                                    | Elezione 2011                                     |                                                   |                                                   |
|                                                      | Margherita Rizza (Commissario straordinario)      | –                                                 | –                                                 | –                                                 | –                                                 | 25 settembre 2012                                 | 24 giugno 2013                                    | –                                                 |
|                                                      | Federico Piccitto                                 |                                                   | Movimento 5 Stelle                                |                                                   | M5S                                               | 26 giugno 2013                                    | 27 giugno 2018                                    | Elezione 2013                                     |
|                                                      | Giuseppe Cassì                                    |                                                   | Indipendente                                      |                                                   | FdI-L. civiche                                    | 27 giugno 2018                                    | 7 luglio 2023                                     | Elezione 2018                                     |
|                                                      | Giuseppe Cassì                                    | Forza Italia                                      |                                                   | Az-UdC-ScN-L. civiche                             | 7 luglio 2023                                     | in carica                                         | Elezione 2023                                     |                                                   |